# Ahmad ben Ibrahim al-Ghazi
Ahmad ben Ibrahim al-Ghazi (Ahmad Grañ) fou un sobirà d'Adal que va dirigir la conquesta musulmana d'Etiòpia. Portà els qualificatius de Sahib al-fath i al-Ghazi (el Conqueridor), i els amhares l'anomenaren "grañ" (l'esquerrà). La tradició el fa d'origen somali, nascut vers 1506 al districte d'Hubat a Adal.

## Biografia
Es va posar a les ordes d'Al-Djarad Abun, cap d'un partit militant oposat a la política pacifista i pactista del soldà de la dinastia Walashma; a la mort d'Abun, Ahmad va esdevenir cap del moviment i cap de l'oposició; revoltat va matar el soldà Abu Bakr ben Muhammad i va agafar el títol d'imam. Immediatament va refusar el tribut al negus Lebna Dengel, cosa que va provocar la guerra.
Va derrotar el governador etíop de Bale i va organitzar les seves tropes somalis (i àfars) derrotant els abissinis en una batalla decisiva a Shembera Kure o Shimbra Kure (1529) i en menys de dos anys va dominar Shoa. Els sis anys següents van estar plens de campanyes importants en les que es va apoderar de la major part d'Abissínia, però no va poder consolidar les seves posicions.
El 1542 van arribar les forces portugueses que venien en ajut del negus (Lebna Dengel ja havia mort) i Ahmad va demanar ajut al paixà otomà de Zabid al Iemen, amb ajut del qual va poder derrotar els portuguesos (agost del 1542) però després de la victòria, els mosqueters otomans van sortir del país. El negus Galawdewos, unit a les restes dels mosqueters portuguesos, va iniciar un atac i va obtenir una decisiva victòria a Zantera (batalla de Wayna Daga, prop del llac Tana, febrer del 1543) i Ahmad va morir en aquest combat. El seu exèrcit de nòmades es va dispersar.